# 독일의 연방총리
독일연방공화국 연방총리(독일어: Bundeskanzler(-in) der Bundesrepublik Deutschland 여성형 - Bundeskanzlerin)은 독일의 정부수반이다.
제 2차 세계대전 패배 이후, 연합국 4개국(미국, 영국, 프랑스, 소련)에 의해 동·서로 분단이 되었고 1949년 5월 23일 독일연방공화국 기본법에 의해 독일 서부지역에 독일연방공화국이 세워짐에 따라, 독일연방공화국 총리가 독일연방공화국의 실질적인 지도자를 맡는다. 총리가 국가의 실질적인 지도자를 맡는 제도는 1867년에 있었던 북독일연방에 기원을 두고 있다.
1949년 이래로 독일에는 10명의 총리가 있었고, 현직 총리는 프리드리히 메르츠이다. 그는 2025년 5월 6일부터 총리로서 집권하고 있다.

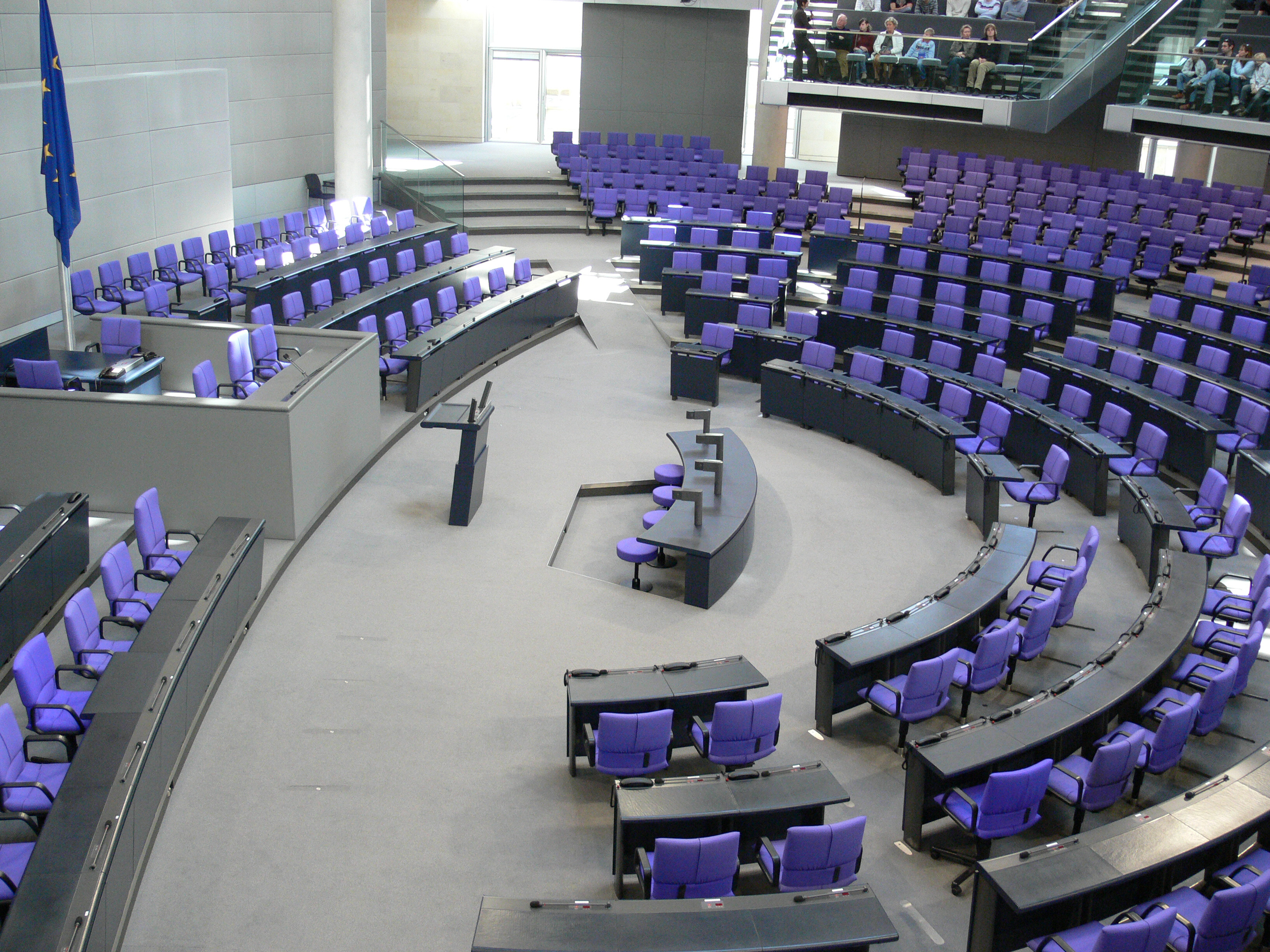
독일 연방의회는 사진의 좌상이 연방상원, 좌하가 총리 및 내각, 우측이 연방하원으로서, 셋이 모두 참석해 개회하는 점이, 셋이 동시참석하지 않는 미국 연방의회와의 차이이다.

## 연방총리 선출
현행 본 기본법 제 63조 제 1항 및 제 2항에 따르면 연방총리는 국회에서 토론없이 선출된다 (제63조 1항), 국회에서 절대다수를 획득한 자가 총리로 선출된다. (제 63조 2항) 라고 규정되어 있다.
국회는 우선 제 63조 1, 2항에 따라 총선 결과에 따른 다수당의 당수를 총리로 지명한다. 여기서의 다수당은 원내과반수 이상 득표한 단독 정당 혹은 연립정당이다. 독일은 대체로 단독정당이 원내과반을 획득하지 못하므로, 연정 혹은 대연정을 통해 원내과반수를 형성한다. 이처럼 63조 제 1항 및 2항의 규정에 의한 총리선거를 총리선출에 있어서의 제 1단계 규정이라고 칭한다
만약 위의 1단계를 통해 총리선출에 실패하면, 제 63조 제 3항을 따르게되는데 제 3항은 다음과 같다. 대통령이 총리후보로 지명한 자가 의회에서 총리로 선출되지 못한 경우, 의회는 14일 이내에 절대다수를 획득한 자를 총리로 선출할 수 있다. 이를 일반적으로 총리선출의 2단계로 칭한다.
만약 2단계를 거쳐서도 선출에 실패하면, 제 63조 제 4항을 따르게 되는데, 제 4항은 다음과 같다. 총리선거가 이 기간 내에 이루어지지 못한 경우에는, 즉시 새로운 선거가 시작된다. 이 경우에는 상대적 다수를 획득한 자가 총리로 선출된다. 총리로 선출된 자가 국회에서 절대적 다수를 획득한 경우에는 대통령은 그를 1주일 이내에 총리로 임명해야 하며, 만약 상대적 다수에 의하여 선출된 총리인 경우, 대통령은 그를 1주일 이내에 총리로 임명하든지, 국회를 해산할 수 있다. 이 경우에는 과반수가 아닌 상대적인 다수를 얻은 경우에도 총리로 선출될 수 있으며, 이 총리가 국회에서 절대적 다수의 지지를 얻을시 대통령은 반드시 총리로 임명해야 하며, 3단계 에서도 절대적 다수(과반수) 가 나오지 않으면 상대적 다수를 얻은 후보를 임명하거나, 혹은 국회를 해산시킬 수 있다. 이는 총리가 선출되지 않음으로 인한 행정적인 공백을 최소화하는 동시에, 나치당과 같은 독재자를 지도자로 선출하는 과오를 막기위한 예방수단이다.

## 임기
독일 하원의원의 임기는 4년이다. 4년마다 총선을 하며, 단일정당 또는 연립정당의 다수당 당수가 총리가 된다. 따라서 총리의 임기는 4년이며, 연임제한, 중임제한이 없다. 총리의 연임제한, 중임제한이 없는 것은 영국, 일본 등 의원내각제의 특징이다.
중임제는 연임제를 포괄하는 용어로, 연임제는 임기를 연이어서 할 수 있다는 의미이고, 중임제는 임기를 연이어서 할 수도 있고, 차차기에 다시 출마해 당선될 수도 있다는 의미이다.

## 총리 퇴임
기본법에 따르면 총리 퇴임에 대한 구체적인 규정은 존재하지 않는다. 다만 제 69조 제 2하에서 새로운 국회의 개회가 시작되는 때에 총리는 퇴임한다 라고 규정되어 있다. 그리하여 기존 총리는 퇴임시 국회의 마찰을 피하도록 되어있다. 만약 새로운 국회의 개회 전에 퇴임하게 되는 경우, 언제든 가능하다.

## 정식 명칭
공식적으로는 총리님(Herr Bundeskanzler - 남성형/ Frau Bundeskanzlerin - 여성형)으로 불린다. "Frau Bundeskanzler"(남성형과 여성형의 혼합형)으로 불리기도 하는데, 그 명칭이 무례하다는 이유로 정부가 반대했다.

## 살아있는 전임 총리

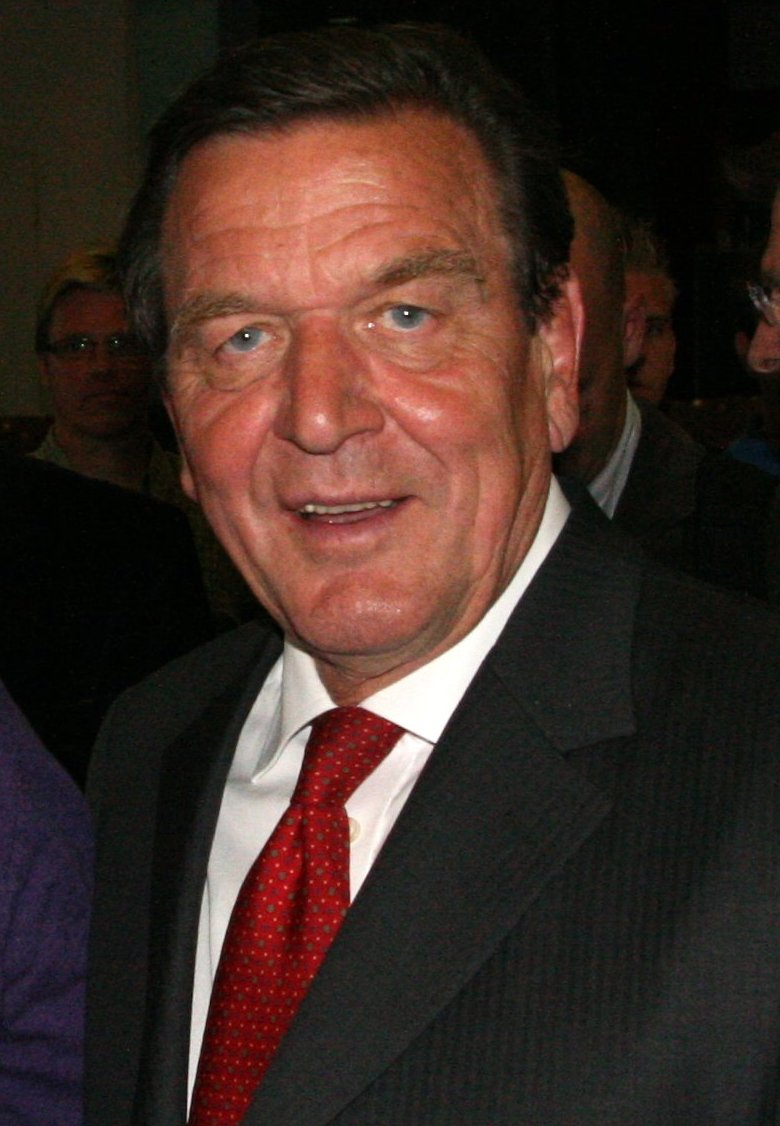
게르하르트 슈뢰더(1944~) 재임 기간: 1998~2005
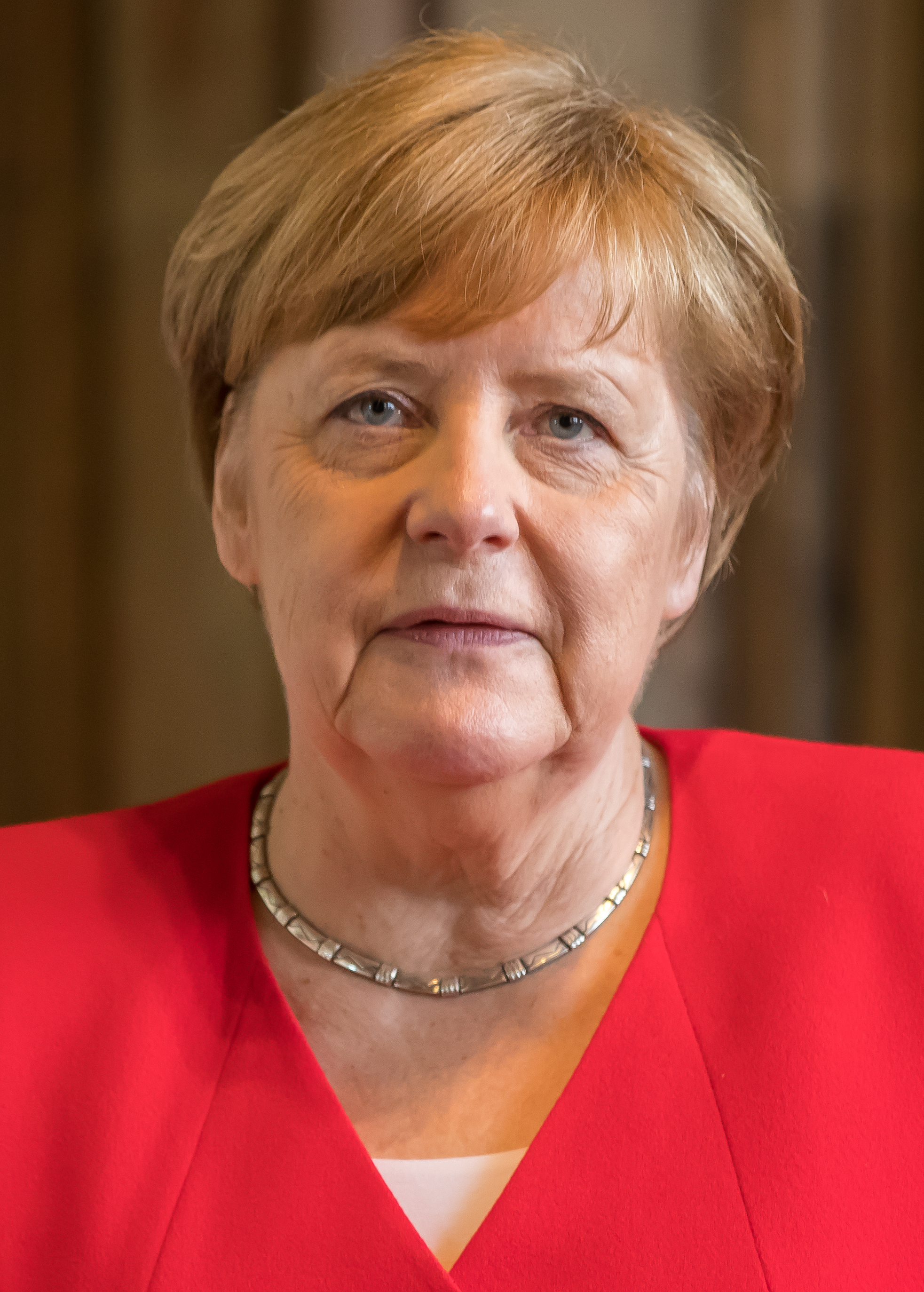
앙겔라 메르켈(1954~) 재임 기간: 2005~2021
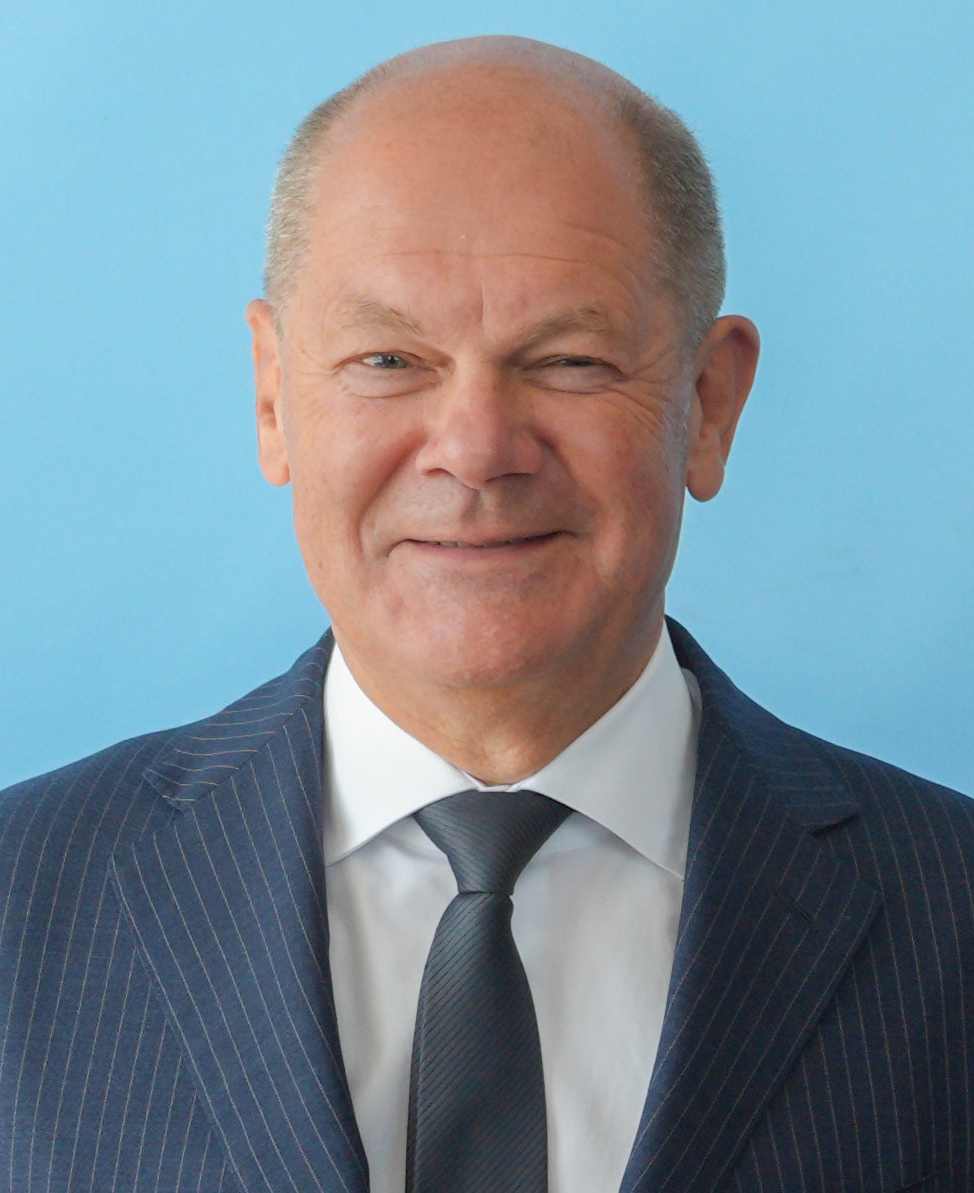
올라프 숄츠(1958~) 재임 기간: 2021~2025

## 같이 보기
- 독일의 총리 목록
- 독일의 대통령 목록